# Ґрейвс (округ, Кентуккі)
Шаблон:StateAbbr_ 36°43′ пн. ш. 88°39′ зх. д. / 36.72° пн. ш. 88.65° зх. д.
Округ  Ґрейвс (англ. Graves County) — округ (графство) у штаті  Кентуккі, США. Ідентифікатор округу 21083.

## Історія
Округ утворений 1824 року.

## Демографія
За даними перепису 
2000 року 
загальне населення округу становило 37028 осіб, зокрема міського населення було 11065, а сільського — 25963.
Серед мешканців округу чоловіків було 18041, а жінок — 18987. В окрузі було 14841 домогосподарство, 10562 родин, які мешкали в 16340 будинках.
Середній розмір родини становив 2,92.
Віковий розподіл населення поданий у таблиці:
| Стать    | До 15 років | 15-21 | 22-29 | 30-39 | 40-49 | 50-65 | 65-85 | Понад 85 |
| -------- | ----------- | ----- | ----- | ----- | ----- | ----- | ----- | -------- |
| Чоловіки | 3881        | 1743  | 1806  | 2544  | 2631  | 3058  | 2152  | 226      |
| Жінки    | 3606        | 1653  | 1711  | 2609  | 2633  | 3195  | 3009  | 571      |

## Суміжні округи
- Маккракен — північ
- Маршалл — північний схід
- Калловей — південний схід
- Генрі, Теннессі — південний схід
- Віклі, Теннессі — південь
- Гікмен — південний захід
- Карлайл — північний захід

## Виноски
1. ↑  U.S. Decennial Census. United States Census Bureau. Архів оригіналу за 26 квітня 2015. Процитовано 14 серпня 2014.
2. ↑  Historical Census Browser. University of Virginia Library. Архів оригіналу за 11 серпня 2012. Процитовано 14 серпня 2014.
3. ↑  Population of Counties by Decennial Census: 1900 to 1990. United States Census Bureau. Архів оригіналу за 13 жовтня 2014. Процитовано 14 серпня 2014.
4. ↑  Census 2000 PHC-T-4. Ranking Tables for Counties: 1990 and 2000 (PDF). United States Census Bureau. Архів оригіналу (PDF) за 18 грудня 2014. Процитовано 14 серпня 2014.
5. ↑  State & County QuickFacts. United States Census Bureau. Архів оригіналу за 7 червня 2011. Процитовано 6 березня 2014. [Архівовано 2011-06-07 у Wayback Machine.](англ.) Наведено за англійською вікіпедією.
6. ↑  American FactFinder. Бюро перепису населення США. Архів оригіналу за 26 лютого 2012. Процитовано 31 січня 2008. [Архівовано 2008-05-21 у Wayback Machine.]

| США | Це незавершена стаття з географії США. Ви можете допомогти проєкту, виправивши або дописавши її. |